# Chaophraya Yommarat
Chaophraya Yommarat, född 1862, död 1938, var en thailändsk politiker. Han var Thailands regent mellan 1935 och 1938 som en av den omyndiga kung Ananda Mahidols två regenter.